# EuroNest

Unia Europejska oraz kraje objęte Partnerstwem Wschodnim

Euronest lub EuroNest – zgromadznie przedstawicieli Parlamentu Europejskiego i parlamentów państw uczestniczących w Partnerstwie Wschodnim.
Pierwsze posiedzenie odbyło się 3 maja 2011 r. z udziałem posłów z Ukrainy, Mołdawii, Gruzji, Armenii i Azerbejdżanu. W spotkaniu nie brali udziału przedstawiciele Białorusi, gdyż jest to jedna z sankcji Unii Europejskiej za tłumienie demokratycznych przemian przez reżim Łukaszenki.
Spotkania odbywać się będą raz w roku, kolejno u każdego z państw członkowskich, a także w jednej z siedzib Parlamentu Europejskiego – w Brukseli, Luksemburgu lub Strasburgu.